# Хремонида
Хремонида (грчки: Χρημωνίδης), је био син Етеокла од Еталидеја и атински војсковођа и државних из 3. века п. н. е. Познат је по Хремонидином указу (268. година п. н. е.), темељем на којем је створен војни савез Атине, Спарте и Птоломејског Египта. Њихов циљ био је ослобађање Грких полиса Македонске власти. Циљ Египта био је да спречи флоту македонског краља Антигона Гонате да угрози египатске поседе у Егејском мору. Склапање савеза изазвало је вишегодишњи оружани сукоб познат као Хремонидин рат. 